# XX (álbum de Mushroomhead)
XX es el primer álbum de Mushroomhead lanzado con discográficas importantes, este álbum se separó en dos versiones ya que en el año 2000 Mushroomehad firmó con la discográfica eclipse, este álbum fue lanzado como una compilación, pero en el  año 2001 la discográfica Universal Records les ofreció un contrato mucho mejor que el de Eclipse, así que se decidió terminar con la discográfica y firmar con Universal, al firmar con esta discográfica Universal decidió remasterizar este álbum, pero esta vez la versión del álbum fue de estudio ya que le incluyeron dos canciones nuevas y también pusieron su nuevo sonido en este. Este álbum se consigue en las disquerías con dos versiones únicas, la versión compilación (eclipse) y la versión de estudio (universal). Hasta la fecha este es el segundo álbum de Mushroomhead que más copias vendió mundialmente con un número de 300.000 copias vendidas.

## Canciones

### Versión Eclipse (compilación)
1. "Before I Die" (Steve Felton, Jeff Hatrix, Tom Schmitz, John Sekula, Jason Popson, Jack Kilcoyne) – 3:14
2. "Bwomp" (S. Felton, Hatrix, Schmitz, Sekula, Popson, Jack Kilcoyne) – 6:24
3. "Solitaire/Unraveling" (S. Felton, Hatrix, Schmitz, Sekula, Popson, Jack Kilcoyne) – 4:37
4. "These Filthy Hands" (S. Felton, Hatrix, Schmitz, Popson, Jack Kilcoyne) – 5:23
5. "Never Let It Go" (S. Felton, Hatrix, Schmitz, Sekula, Popson, Joe Kilcoyne) – 4:42
6. "Xeroxed" (S. Felton, Popson) – 2:53
7. "The Wrist" (S. Felton, Hatrix, Schmitz, Sekula, Popson, Jack Kilcoyne) – 5:09
8. "Chancre Sore" (S. Felton, Schmitz, Popson, Jack Kilcoyne) – 2:35
9. "The New Cult King" (S. Felton, Hatrix, Schmitz, Popson, Jack Kilcoyne) – 5:12
10. "Born of Desire" (S. Felton, Hatrix, Schmitz, Sekula, Popson, Jack Kilcoyne) – 4:01
11. "43" (S. Felton, Hatrix, Schmitz, Sekula) – 5:02
12. "Epiphany" (Schmitz) – 2:56
13. "Episode 29" (S. Felton, Dave Felt
14. "Bwomp (Extended version)" (S. Felton, Hatrix, Schmitz, Sekula, Popson, Jack Kilcoyne) – 14:51

### Versión Universal (estudio)
1. "Before I Die" (Steve Felton, Jeff Hatrix, Tom Schmitz, John Sekula, Jason Popson, Jack Kilcoyne) – 3:13
2. "Bwomp" (S. Felton, Hatrix, Schmitz, Sekula, Popson, Jack Kilcoyne) – 6:26
3. "Solitaire/Unraveling" (S. Felton, Hatrix, Schmitz, Sekula, Popson, Jack Kilcoyne) – 4:27
4. "These Filthy Hands" (S. Felton, Hatrix, Schmitz, Popson, Jack Kilcoyne) – 5:23
5. "Never Let It Go" (S. Felton, Hatrix, Schmitz, Sekula, Popson, Joe Kilcoyne) – 4:41
6. "Xeroxed" (S. Felton, Popson) – 2:57
7. "The Wrist" (S. Felton, Hatrix, Schmitz, Sekula, Popson, Jack Kilcoyne) – 5:09
8. "Chancre Sore" (S. Felton, Schmitz, Popson, Jack Kilcoyne) – 2:36
9. "The New Cult King" (S. Felton, Hatrix, Schmitz, Popson, Jack Kilcoyne) – 5:10
10. "Empty Spaces" (Roger Waters) – 1:51
11. "Born of Desire" (S. Felton, Hatrix, Schmitz, Sekula, Popson, Jack Kilcoyne) – 4:01
12. "43" (S. Felton, Hatrix, Schmitz, Sekula) – 4:32
13. "Fear Held Dear" (S. Felton, Hatrix, Schmitz, Popson, Joe Kilcoyne) – 2:18
14. "Too Much Nothing" (S. Felton, Hatrix, Schmitz, Popson, Sekula, Joe Kilcoyne) – 3:10
15. "Episode 29" (S. Felton, Dave Felton) – 1:36
16. "Bwomp (Extended version)" (S. Felton, Hatrix, Schmitz, Sekula, Popson, Jack Kilcoyne) – 9:58

### Versión UK
1. "Fear Held Dear" (En Vivo) – 2:24 (solo versión universal)
2. "The Wrist" (En Vivo) – 5:32

 (solo versión universal)

## Personal
- Steve Felton – Productor (eclipse y universal)
- Mushroomhead – Productores (eclipse y universal)
- Bill Korecky – Ingeniero en sonido (eclipse y universal)
- Pat Lewis – Ingeniero en sonido (eclipse y universal)
- Scot Edgell – Ingeniero en sonido (eclipse y universal)
- Toby Wright – Mixer (universal)
- Elliott Blakey – Mix Assistant (universal)
- Steven Marcussen – Mastering (universal)
- Vanessa Solowiow – fotos, layout & design (eclipse y universal)

- Datos: Q3282998